# ヘレウス
ヘレウス (Heraeus) はドイツのハーナウを本拠地とする1851年に創立された先端技術をもつグローバル企業である。
創業は1660年でヘレウス家が開業した薬局にルーツがある。ヘレウスは創立以来、持続的成長と魅力的な利益が見込める環境、再生可能エネルギー、ヘルスケアおよび医療技術、モビリティ、工業分野において積極的に活動している。
2017年度、ヘレウスの総売上高は218億ユーロ（約2兆7623億円*）を計上した。世界40ヵ国に約13,000名の社員を擁しているヘレウスは、米国タイム社が発行するビジネス誌「Fortune（フォーチュン）」において世界の上位500社として掲載され、国際市場をリードする企業として活躍している。ヘレウスはドイツにおける「ファミリー企業上位10社」のうちの一社に選ばれた。